# Sawfish

Sawfish ist ein Fenstermanager

Sawfish (dt. Sägefisch) ist ein ehemals unter Sawmill (dt. Sägemühle) bekannter Fenstermanager für das X Window System. Der Name musste aufgrund von Markenrechtansprüchen von dritter Seite geändert werden.
Sawfish nutzt für seine gesamte Codebasis eine Lisp-ähnliche Skriptsprache (librep), was das Erweitern erleichtert. Er war der Standard-Fenstermanager von GNOME bis zur Versionsnummer 2.1, wo er durch Metacity ersetzt wurde. Sawfish war bei seinen Nutzern beliebt, weil er sehr gut konfigurierbar ist. Die Entscheidung der GNOME-Entwickler, nun nur noch Metacity zu verwenden, war daher sehr umstritten.